# 訃報 1971年10月
訃報 1971年10月（ふほう 1971ねん10がつ）では、1971年（昭和46年）10月中に物故した、又は物故が報じられた人物についてまとめる。

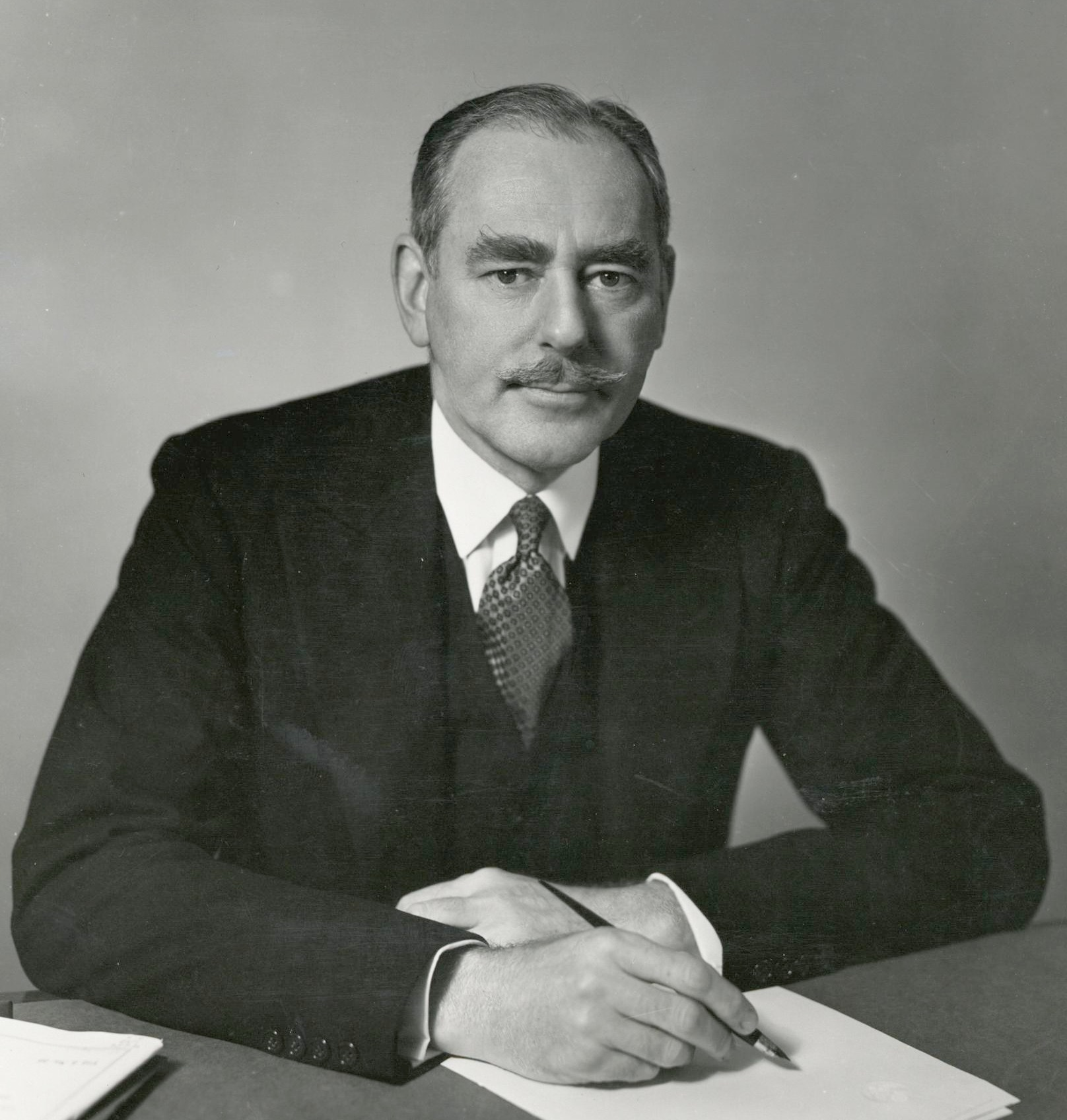
ディーン・アチソン / 10月12日没

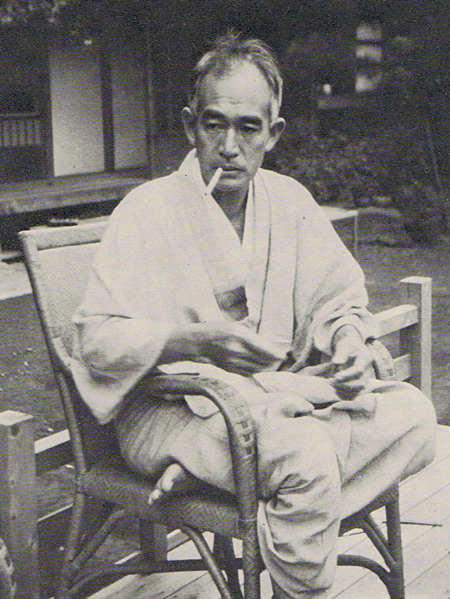
志賀直哉 / 10月21日没

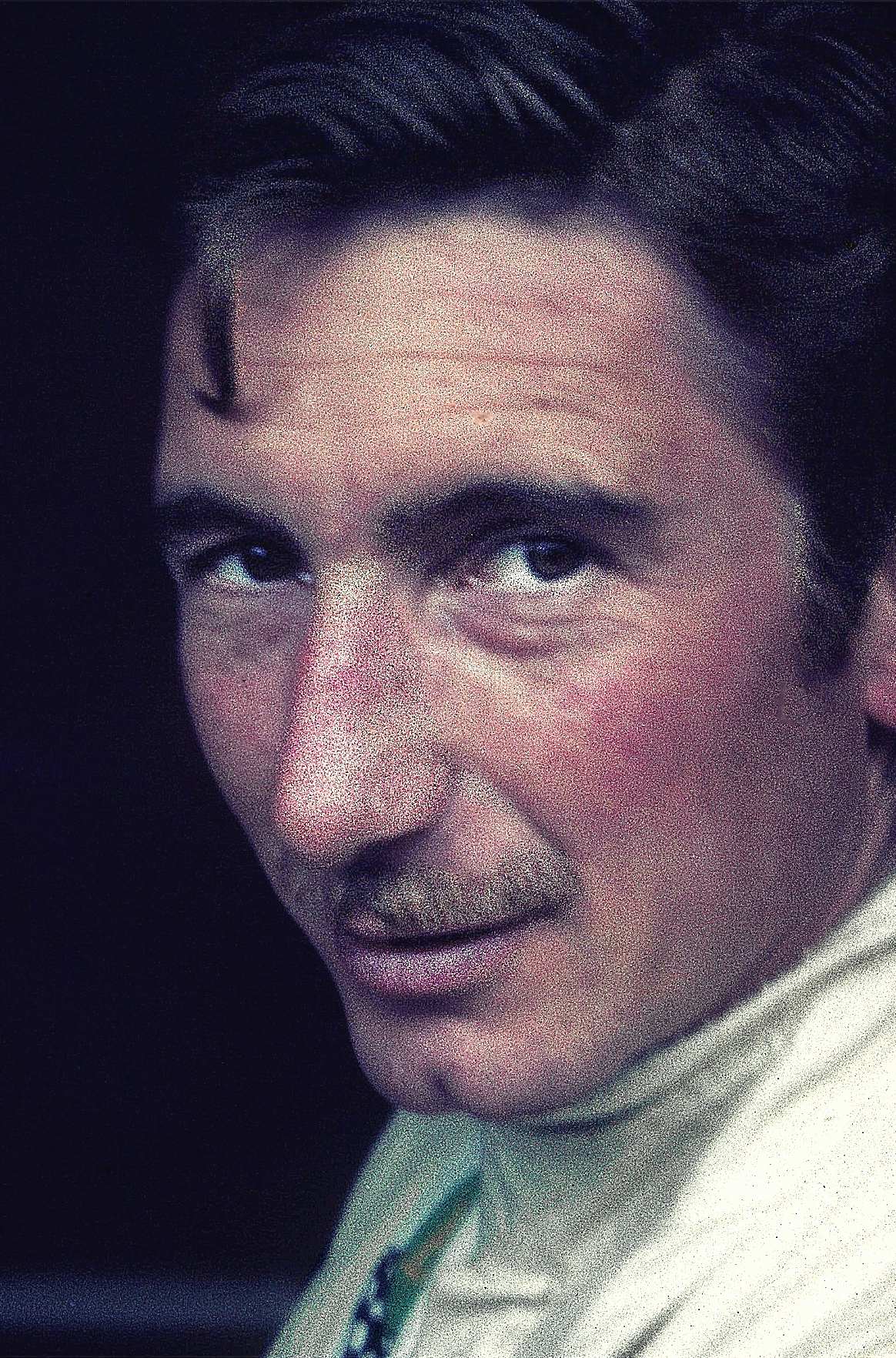
ジョー・シフェール / 10月24日没

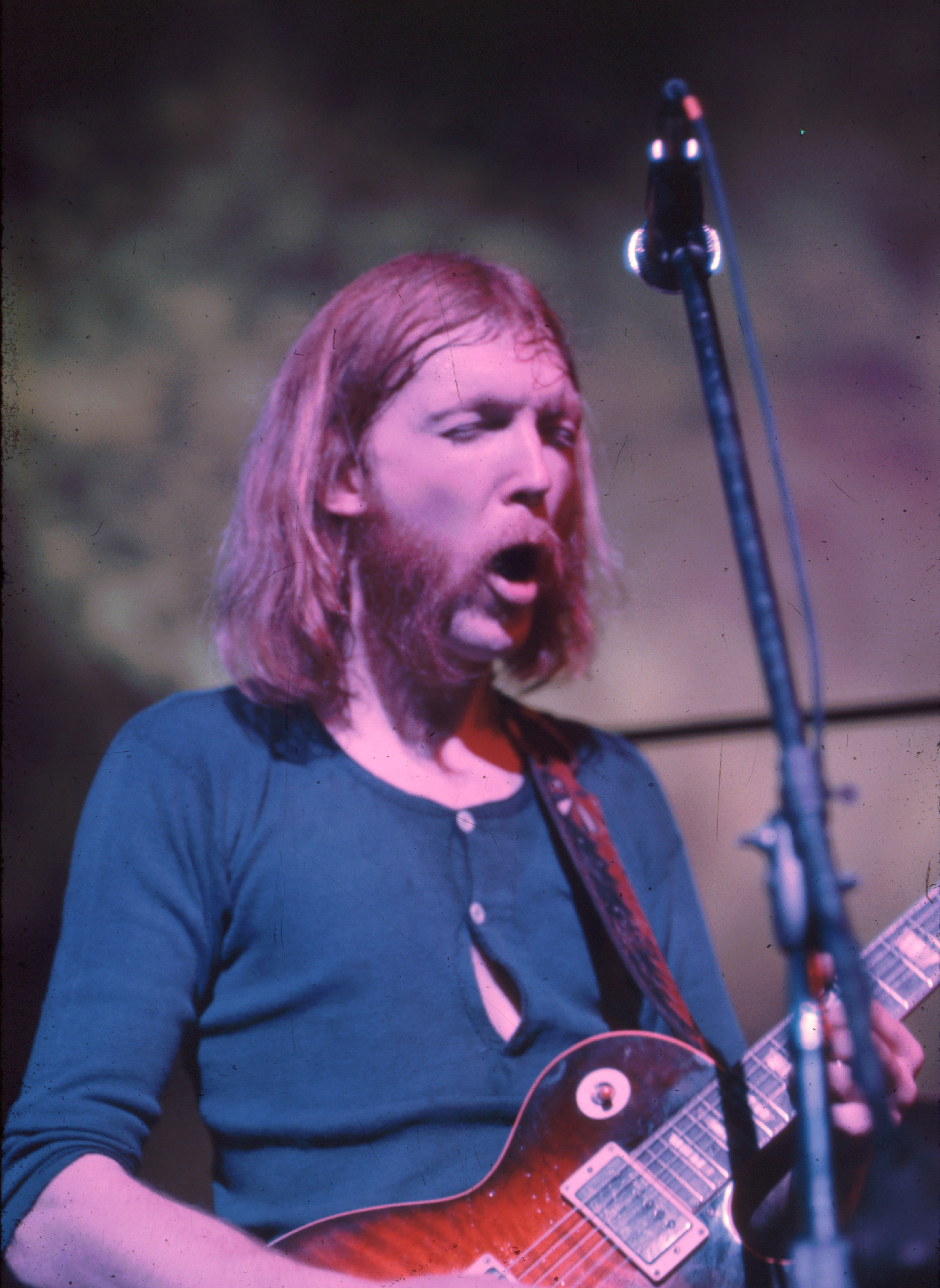
デュアン・オールマン / 10月29日没

## （1日 - 15日）
- 10月1日 - 尾形亀吉、日本文化史学者（* 1900年）
- 10月1日 - ジョアン・コエーリョ・ネト、サッカー選手（* 1905年）
- 10月3日 - レスター・ガーマー、物理学者（* 1896年）
- 10月3日 - アルド・カステラーニ、病理学者・細菌学者（* 1877年）
- 10月5日 - 中山タマ、医師・政治家（* 1889年）
- 10月5日 - 鈴木平一郎、政治家（* 1896年）
- 10月6日 - 佐々木半九、海軍軍人（* 1896年）
- 10月6日 - 川島理一郎、洋画家（* 1886年）
- 10月10日 - 権泰夏、陸上競技選手（* 1906年）
- 10月10日 - マーガレット・スキニダー、革命家・フェミニスト（* 1892年）
- 10月11日 - 河原春作、文部官僚・教育者（* 1890年）
- 10月11日 - 玉の海正洋、大相撲力士【第51代横綱】（* 1944年）
- 10月11日 - チェスター・コンクリン、俳優・コメディアン（* 1886年）
- 10月12日 - ディーン・アチソン、政治家（*1893年）
- 10月12日 - 砂川捨丸、漫才師（* 1890年）

## （16日 - 31日）
- 10月17日 - 伊藤佐喜雄、作家（* 1910年）
- 10月19日 - 原久一郎、ロシア文学者（* 1890年）
- 10月19日 - クリスティアン・フォン・ヘッセン＝フィリップスタール＝バルヒフェルト、ヘッセン家の公子（* 1887年）
- 10月20日 - 当間重剛、政治家・裁判官（* 1895年）
- 10月21日 - 渕田長一郎、実業家・政治家（* 1888年）
- 10月21日 - 志賀直哉、小説家（* 1883年）
- 10月22日 - ハミルトン・ギブ、東洋学者（* 1895年）
- 10月23日 - 滝口新太郎、俳優（* 1913年）
- 10月23日 - ブルーノ・クロッパー、心理学者（* 1900年）
- 10月24日 - ジョー・シフェール、F1ドライバー（* 1936年）
- 10月25日 - フィリップ・ワイリー、脚本家（* 1902年）
- 10月25日 - 中谷博、ドイツ文学者・大衆文学研究家（* 1899年）
- 10月25日 - 三上卓、海軍軍人（* 1905年）
- 10月25日 - 立野信之、小説家（* 1903年）
- 10月26日 - 小坂武雄、実業家・政治家（* 1895年）
- 10月27日 - 張経武、軍人（* 1906年）
- 10月29日 - デュアン・オールマン、ギタリスト（* 1946年）
- 10月29日 - ウィルヘルム・ティセリウス、生化学者（*1902年）
- 10月29日 - 石井雙石、篆刻家・書家（* 1873年）
- 10月29日 - 和島誠一、考古学者（* 1909年）